# دولار تمثال نصفي ملفوف
الدولار ذو التمثال النصفي هو عملة دولار أمريكي سكت من عام 1795 إلى عام 1803، وقاموا بإعادة إنتاجها بتاريخ 1804 في خمسينيات القرن التاسع عشر. نجح التصميم في صنع دولار الشعر المتدفق والذي بدأ سكه في عام 1794 وكان أول دولار فضي يسك بواسطة دار سك العملة في الولايات المتحدة . المصمم غير معروف مع أن التميز يُنسب عادةً إلى الفنان جيلبرت ستيوارت. النموذج غير معروف أيضًا مع أن اقتراح آن ويلينج بينغهام.
في أكتوبر 1795 أمر مدير دار سك العملة المعين حديثاً إلياس بودينوت باستخدام الدقة القانونية البالغة 0.892 (89.2%) من الفضة للدولار بدلاً من الدقة غير المصرح بها البالغة 0.900 (90%) من الفضة والتي أستخدمها منذ سك العملة لأول مرة في عام 1794. بسبب الانخفاض الكبير في كمية الفضة المودعة في دار سك العملة في فيلادلفيا انخفض سك الدولارات الفضية خلال السنوات الأخيرة من القرن الثامن عشر. في عام 1804 قاموا بإيقاف سك الدولارات الفضية وكان آخر تاريخ أستخدم خلال الإنتاج المنتظم للعملة هو عام 1803.
في عام 1834 إستئناف إنتاج الدولار الفضي مؤقتًا لتزويد بعثة دبلوماسية إلى آسيا بمجموعة خاصة من العملات المعدنية. اعتقد المسؤولون خطأً أن آخر مرة فيها سك الدولارات كانت تحمل تاريخ 1804 مما دفعهم إلى استخدام هذا التاريخ بدلاً من التاريخ الذي سك فيه العملات المعدنية بالفعل. وقد سك عدد محدود من الدولارات الصادرة في عام 1804 بواسطة دار سك العملة في السنوات اللاحقة وهي لا تزال نادرة وقيمة.

## الخلفية

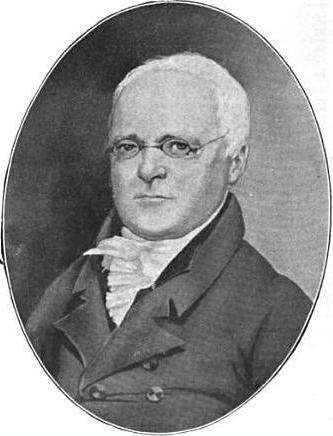
كان هنري ويليام دي سوسير مديرًا لدار سك العملة عندما بدأ إنتاج الدولار ذو التمثال النصفي.

بدأ سك العملة على أول دولار فضي للولايات المتحدة والمعروف باسم دولار الشعر المتدفق في عام 1794 بعد إنشاء وتوظيف دار سك العملة في فيلادلفيا. نص قانون سك العملة لعام 1792 على أن تُسك العملة الفضية في سبيكة تتكون من 89.2% فضة و10.8% نحاس. ومع ذلك كان مسؤولو دار سك العملة مترددين في سك العملات المعدنية بهذا القدر غير المعتاد من الدقة لذا تقرر سكها في سبيكة غير مرخصة من 90% فضة بدلاً من ذلك. وقد أدى هذا إلى خسارة المودعين للفضة أموالهم عند سك معدنهم. خلال العام الثاني من إنتاج دولار الشعر المتدفق تقرر إعادة تصميم الفئة. من غير المعروف ما الذي دفع إلى هذا التغيير أو من اقترحه مع أن المؤرخ العملاتي آر دبليو جوليان يتكهن بأن هنري ويليام دي سوسير الذي عينه مديرًا للدار في 9 يوليو 1795 ربما يكون قد اقترح ذلك حيث ذكر إعادة تصميم العملة الأمريكية كواحد من أهدافه قبل توليه منصبه. من الممكن أيضًا أن يكون تصميم الشعر المتدفق قد توقف بسبب الاستنكار العام الشديد.

### التصميم
مع أن مصمم العملة غير معروف إلا أن الفنان جيلبرت ستيوارت معروف على نطاق واسع بأنه كان منشئها بدأ مدير دار سك العملة جيمس روس سنودن البحث في التاريخ المبكر لدار سك العملة الأمريكية وعملاتها المعدنية في خمسينيات القرن التاسع عشر وخلال ذلك الوقت أجرى مقابلات مع أحفاد ستيوارت الذين زعموا أن سلفهم كان المصمم. وقد اقترح البعض أن سيدة المجتمع في فيلادلفيا آن ويلينج بينغهام كانت هي النموذج للعملة. تمت الموافقة على العديد من الرسومات من قبل النقاش روبرت سكوت ودي سوسير و أرسلت إلى الرئيس جورج واشنطن ووزير الخارجية توماس جيفرسون للحصول على موافقتهما.
بعد الحصول على الموافقة، أرسلت التصميمات إلى الفنان جون إيكشتاين لتحويلها إلى نماذج جبسية خلال ذلك الوقت أستخدمت نماذج الجبس كدليل لقطع القوالب، والذي صنع يدويًا. كان إيكشتاين الذي رفضه والتر برين باعتباره "فنانًا محليًا مبتدئًا" ووصفه فنان معاصر بأنه "عامل روتيني دقيق" بسبب استعداده للقيام بمعظم مهام الرسم أو النحت بناءً على طلب العملاء قد حصل على ثلاثين دولارًا مقابل عمله في إعداد نماذج لكل من وجه الحرية والنسر والإكليل على الوجه الآخر. بعد إنشاء نماذج الجبس بدأ النقاشون في دار سك العملة في فيلادلفيا (بما في ذلك سكوت) في إنشاء محاور ستستخدم لصنع قوالب للعملات المعدنية الجديدة.

## الإنتاج
من غير المعروف على وجه التحديد متى بدأ إنتاج التصميم الجديد حيث لم يحتفظ بسجلات دقيقة تتعلق بالتصميم في ذلك الوقت. ومع ذلك يضع آر دبليو جوليان بداية الإنتاج إما في أواخر سبتمبر أو أوائل أكتوبر 1795 بينما يؤكد تاكسي أن أول دولارات فضية جديدة سكت في أكتوبر. في سبتمبر 1795 كتب دي سوسير رسالة استقالته إلى الرئيس واشنطن. في رسالته ذكر دي سوسير معيار الفضة غير المصرح به واقترح حث الكونجرس على جعل المعيار رسميًا لكن هذا لم يحصل. ردًا على رسالة دي سوسير أعرب واشنطن عن استيائه من الاستقالة قائلاً إنه كان ينظر إلى فترة عمل دي سوسير "برضا كامل". وبما أن استقالة دي سوسير لن تدخل حيز التنفيذ حتى أكتوبر/تشرين الأول فقد أُعطي الرئيس الوقت الكافي لاختيار بديل له.

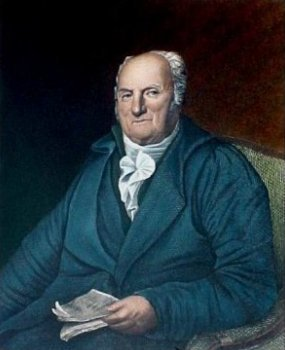
تولى إلياس بودينوت مهامه كمدير لدار سك العملة في 28 أكتوبر 1795.

وكان الشخص الذي أختير لشغل هذا المنصب هو رجل الدولة والنائب السابق إلياس بودينوت . عند توليه مهامه في دار سك العملة في 28 أكتوبر أُبلغ بودينوت بمعيار الفضة الذي قاموا باستخدامه منذ سك العملات الفضية الرسمية الأولى. وأمر على الفور بوقف هذه الممارسة وبدء سك العملة بنسبة 89.2% التي وافق عليها قانون سك العملة لعام 1792. بلغ إجمالي إنتاج 1795 دولارًا (بما في ذلك نوعي الشعر المتدفق والصدر المنسدلة) 203033 دولارًا. يُقدر أنه سك ما يقرب من 42000 دولار تحمل تصميم التمثال النصفي الملفوف. وأمر بودينوت بعد ذلك بزيادة إنتاج الطوائف الصغيرة. وفي وقت لاحق توفي الخبير ألبيان كوكس فجأة بسبب سكتة دماغية في منزله في 27 نوفمبر 1795 تاركًا منصب الخبير الحيوي شاغرًا. وقد أدى هذا إلى جانب التركيز المتزايد الذي يوليه بودينوت على الفئات الأصغر فضلاً عن الركود في ودائع السبائك الخاصة (المصدر الوحيد للسبائك في دار سك العملة الناشئة) إلى انخفاض إنتاج الدولار الفضي في عام 1796. بلغ إجمالي النقود المطبوعة لعام 1796 ما مجموعه 79.920 وهو ما يمثل انخفاضًا بنسبة تقريبية تبلغ 62% عن إجمالي العام السابق.
استمرت رواسب السبائك في الانخفاض وفي عام 1797 وصل إنتاج الدولار الفضي إلى أدنى نقطة له منذ عام 1794 مع سك 7776 قطعة فقط. خلال هذه الفترة انخفضت رواسب الفضة إلى حد أن توماس جيفرسون قام شخصيًا بإيداع 300 دولار إسباني في يونيو 1797. في أبريل 1797قاموا بالتوصل إلى اتفاق بين دار سك العملة وبنك الولايات المتحدة. وافق البنك على تزويد دار السك بالفضة الأجنبية بشرط أن يتلقى البنك ودائعهم بالدولار الفضي. أغلقت دار سك العملة بين شهري أغسطس ونوفمبر عام 1797 بسبب وباء الحمى الصفراء السنوي في فيلادلفيا حيث أودى وباء ذلك العام بحياة أمين صندوق دار سك العملة الدكتور نيكولاس واي. في نوفمبر 1797 أودع البنك ما قيمته حوالي 30 ألف دولار من الفضة الفرنسية. في أوائل عام 1798 غير الوجه الخلفي من النسر الصغير الجاثم إلى نسر شعاري مماثل لذلك الموجود على الختم العظيم للولايات المتحدة. أدى الاتفاق الذي توصلو إليه مع بنك الولايات المتحدة إلى جانب المودعين الآخرين للسبائك (بما في ذلك بودينوت) إلى زيادة عدد الدولارات الفضية التي سكت بلغ إجمالي سك كل من النوعين الصغير والنسر الشعاري 327.536. ظلت أرقام سك الدولار مرتفعة حتى عام 1799 حيث سكت 423,515 عملة في ذلك العام.
نحو نهاية القرن الثامن عشر في القرن العشرين شحن العديد من الدولارات الفضية التي أنتجتها دار سك العملة إلى الصين وتداولها أو صهرها هناك من أجل تلبية الطلب الكبير على سبائك الفضة في تلك الأمة. في عام 1800 بدأت رواسب الفضة في الانخفاض مرة أخرى وبلغ إجمالي إنتاج الدولار الفضي في ذلك العام 220.920. في عام 1801 وبعد شكاوى من الجمهور وأعضاء الكونجرس بشأن نقص العملات الصغيرة المتداولة بدأ بودينوت في طلب أن يتلقى المودعون الفضيون فئات أصغر بدلاً من الدولارات الفضية المطلوبة بشكل روتيني في محاولة لتزويد الأمة بمزيد من العملات الصغيرة. انخفض الإنتاج إلى 54,454 دولارًا فضيًا في عام 1801 و41,650 دولارًا في عام 1802 بعد أن تمكن بودينوت من إقناع العديد من المودعين بقبول الفضة الخاصة بهم في شكل فئات صغيرة. مع أن زيادة رواسب السبائك الفضية في دار سك العملة حاول بودينوت إنهاء إنتاج الدولار الفضي في عام 1803 مفضلاً نصف الدولار بدلاً من ذلك. استمر سك الدولار لعام 1803 حتى مارس 1804 عندما توقف إنتاج الدولارات الفضية تمامًا. في المجموع سكت 85,634 دولارًا مؤرخًا في عام 1803. بناءً على طلب رسمي من بنك الولايات المتحدة أوقف وزير الخارجية جيمس ماديسون رسميًا إنتاج الدولار الفضي والنسر الذهبي في عام 1806 مع أن انتهاء سك كليهما قبل عامين.

## 1804 دولار

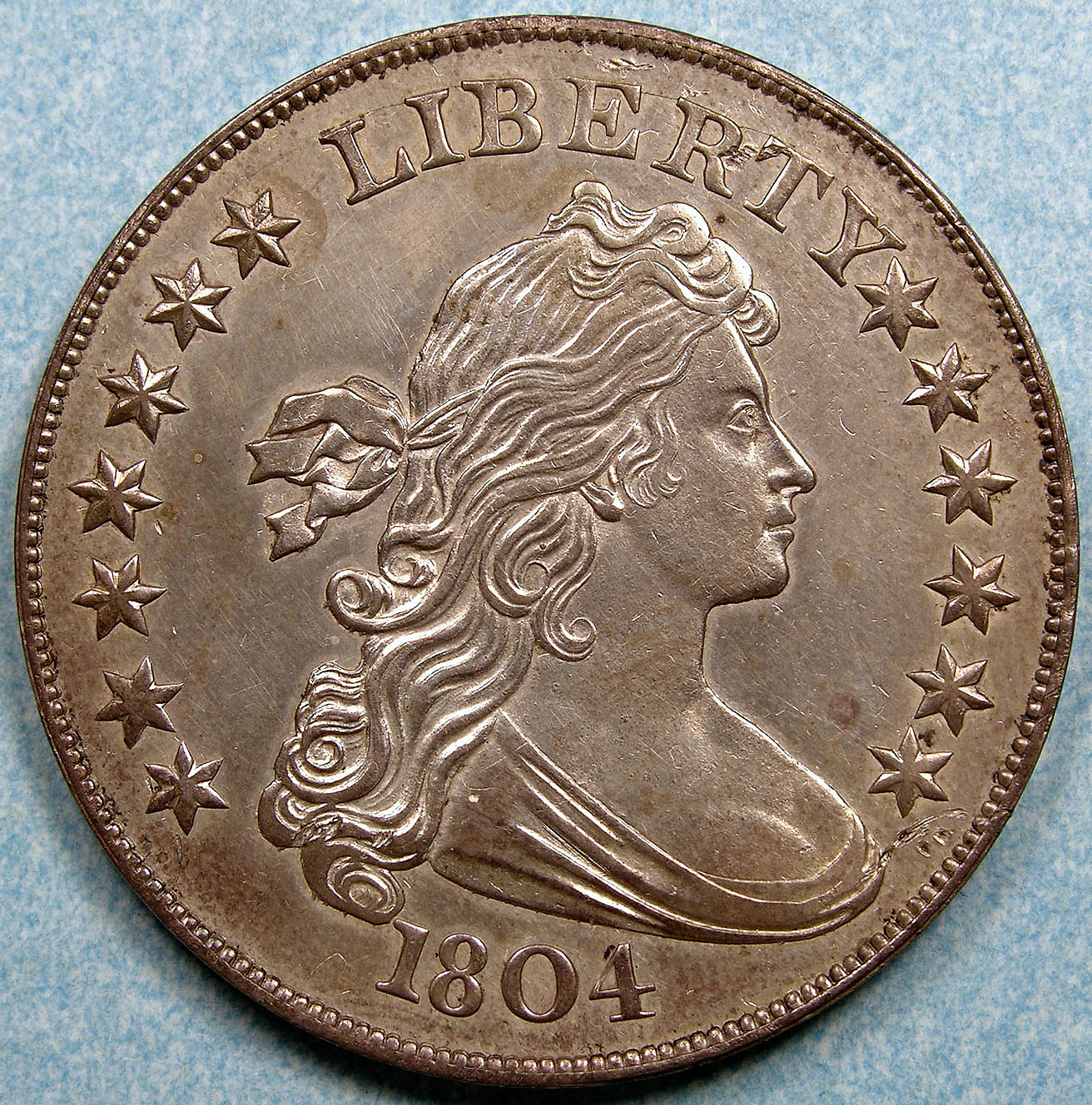
دولار من الفئة الأولى عام 1804

في عام 1831 تقدم مدير دار سك العملة صموئيل مور بطلب عبر وزارة الخزانة يطلب فيه من الرئيس أندرو جاكسون السماح مرة أخرى بسك الدولارات الفضية و الموافقة على الطلب في 18 أبريل. في عام 1834 قاموا باختيار إدموند روبرتس كممثل تجاري أمريكي إلى آسيا بما في ذلك مملكتي مسقط وسيام. أوصى روبرتس بمنح كبار الشخصيات مجموعة من العملات المعدنية. وقد طلبت وزارة الخارجية مجموعتين من "العينات من كل نوع [من العملات المعدنية] المستخدمة حاليًا سواء من الذهب أو الفضة أو النحاس". مع أن سك الدولار كان قد تمت الموافقة عليه في عام 1831 إلا أنه لم تسك أي دولار منذ عام 1804. بعد التشاور مع كبير صُنّاع العملات آدم إيكفيلدت (الذي عمل في دار سك العملة منذ افتتاحها في عام 1792) قرر مور أن آخر الدولارات الفضية التي سكت يعود تاريخها إلى عام 1804. دون علم أي منهما كان آخر إنتاج في مارس 1804 مؤرخًا في الواقع بعام 1803. وبما أنهم اعتقدوا أن آخر عملية ضرب كانت بتاريخ 1804 فقد تقرر ضرب القطع التقديمية بهذا التاريخ أيضًا. من غير المعروف سبب عدم استخدام التاريخ الحالي لكن آر دبليو جوليان يقترح أن هذا تم لمنع غضب هواة جمع العملات المعدنية من حقيقة عدم قدرتهم على الحصول على العملات المعدنية المؤرخة حديثًا.
سكت أول دولارين من عام 1804 (وكذلك العملات المعدنية الأخرى للمجموعات) في نوفمبر 1834. وبعد فترة وجيزة توسعت رحلة روبرتس إلى الهند الصينية (المعروفة آنذاك باسم أنام) واليابان لذلك قاموا بإعداد مجموعتين إضافيتين. القطع النقدية التي ضربت تحت رعاية دار سك العملة تُعرف باسم دولارات الفئة الأولى 1804 ومن المعروف أن ثمانية من هذا النوع موجودة اليوم. غادر روبرتس في رحلته في أبريل 1835 وقدم مجموعة واحدة لكل من سلطان مسقط وملك سيام  كانت الهدية المقدمة لسلطان مسقط جزءًا من تبادل الهدايا الدبلوماسية التي أسفرت عن قيام السلطان بتقديم أسد ولبؤة بالغين إلى حديقة حيوان واشنطن. مرض روبرتس في بانكوك وتم نقله إلى ماكاو حيث توفي في يونيو 1835. بعد وفاة روبرتس قاموا بإرجاع المجموعتين المتبقيتين إلى دار سك العملة دون تقديمهما إلى كبار الشخصيات.

### الجمع
أصبح معظم هواة جمع العملات على دراية بالدولار الصادر عام 1804 في عام 1842، عندما نشر جاكوب ر. إيكفيلدت (ابن آدم إيكفيلدت) وويليام إي. دو بوا كتابًا بعنوان دليل العملات الذهبية والفضية لجميع الأمم المسكوكة خلال القرن الماضي. في المجلد أعيد إنتاج العديد من العملات المعدنية من خزانة العملات المعدنية في دار سك العملة، بما في ذلك دولار عام 1804، عن طريق تتبع قلم البانتوغراف على النمط الكهربائي للعملات المعدنية. في مايو 1843 تمكن عالم العملات ماثيو أ. ستيكني من الحصول على دولار عام 1804 من خزانة العملات المعدنية في دار سك العملة من خلال تداول عملة ذهبية نادرة للولايات المتحدة قبل الفيدرالية. ونتيجة لزيادة الطلب على العملات النادرة بدأ مسؤولو دار سك العملة بما في ذلك المدير سنودن في سك عدد متزايد من العملات المعاد سكها في خمسينيات القرن التاسع عشر. سكت عدة دولارات من عام 1804 وبيعت بعضها لتحقيق ربح شخصي من جانب مسؤولي دار السك. وعندما اكتشف سنودن ذلك أعاد شراء العديد من العملات المعدنية. سكت عملة معدنية من هذا النوع والتي أضافها سنودن لاحقًا إلى خزانة دار سك العملة فوق عملة تالر قديمة من عام 1857 وأصبحت تُعرف باسم الفئة الثانية وهي القطعة الوحيدة من هذا النوع المعروفة الموجودة اليوم. أصبحت القطع الستة التي وضعت حروف على حوافها بعد الضرب تُعرف باسم دولارات الفئة الثالثة.
بحلول نهاية القرن التاسع عشر في القرن الثامن عشر أصبح الدولار الأمريكي لعام 1804 هو العملة الأكثر شهرة والأكثر مناقشة على نطاق واسع من بين جميع العملات الأمريكية. في عام 1867 بيعت أحد الدولارات الأصلية الصادرة عام 1804 في مزاد بمبلغ 750 دولارًا ( 16,873 دولارًا اليوم). وبعد مرور سبع سنوات في 27 نوفمبر 1874 بيعت عينة بمبلغ 700 دولار ( 19,454 دولارًا اليوم). في أوائل القرن العشرين في القرن الثامن عشر بدأ تاجر العملات بي ماكس ميل تسويق الدولار لعام 1804 باعتباره "ملك العملات الأمريكية". استمرت العملات المعدنية في اكتساب شعبية طوال القرن العشرين القرن ووصل السعر إلى أعلى مستوى له على الإطلاق في عام 1999 عندما بيع مثال مصنف عملة إثبات-68 في مزاد مقابل 4,140,000 دولار.

## الفهرس
| سبقه {{{سبقه}}} | Dollar Coin of the United States (1795–1804) Concurrent with: Flowing Hair Dollar (1795) {{{الأعوام}}} | تبعه {{{تبعه}}} |

قالب:Coinage (United States)